# Data uregulowania
Data uregulowania - określony termin płatności, w czasie którego musi zostać dokonana dana płatność z tytułu zawartej transakcji pomiędzy kupcem a sprzedawcą. Ta data uregulowania określonego zobowiązania jest tożsama bądź nieco późniejsza w stosunku do daty zerwania albo zakończenia danej transakcji handlowej.